# Men-a-vaur

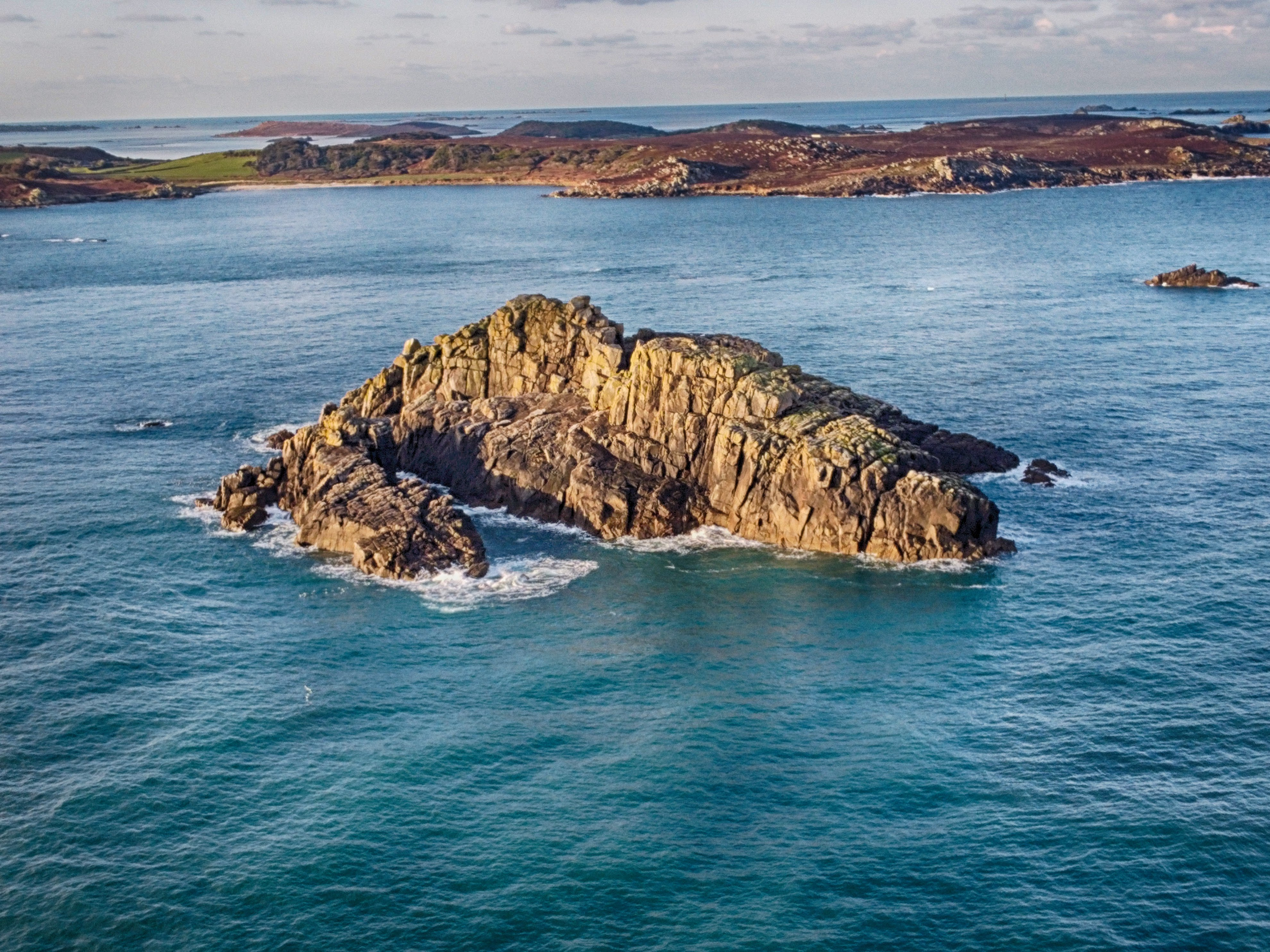
Men-a-vaur, gezien vanuit het noordnoordoosten, met op de achtergrond Tresco (2022).

Men-a-vaur (ook wel gespeld als Menavaur of Men-a-vawr) is een van de onbewoonde eilandjes van de Scilly-eilanden, een eilandengroep ca. 45 km uit de kust van Cornwall in het Verenigd Koninkrijk.

## Beschrijving
Men-a-vaur, dat ongeveer 750 m ten noordwesten van het eiland St. Helen's ligt, bestaat uit drie naast elkaar liggende langwerpige granietrotsen. De grootste is iets meer dan 100 m lang en het hoogste punt ervan bevindt zich op 35 m boven de zeespiegel. Voor de mens is Men-a-vaur vrijwel ontoegankelijk. De naam van het eilandje moet worden verklaard uit het feit dat de rotsen vanuit het zuidwesten of noordoosten gezien met wat fantasie doen denken aan een oorlogsschip (Engels: man-of-war).

## Natuur
Vanwege zijn belangrijke natuurwaarde is Men-a-vaur aangewezen als een Site of Special Scientific Interest (SSSI). Op het aan weer en wind blootgestelde eilandje komt nauwelijks vegetatie voor, al wordt op enkele plaatsen echt lepelblad, melde en Lavatera arborea (een plant uit de kaasjeskruidfamilie) aangetroffen. De kliffen van Men-a-vaur bieden echter nestgelegenheid aan acht verschillende soorten zeevogels en het eilandje is daarmee een van de belangrijkste vogelkolonies van de Scilly-eilanden. De populaties van de gewone alk, de Noordse stormvogel en de zeekoet zijn de grootste van de gehele eilandengroep. Verder wordt er gebroed door de drieteenmeeuw, papegaaiduiker, grote mantelmeeuw, kleine mantelmeeuw, zilvermeeuw en door de kuifaalscholver.